# Holecistokininski receptor A
Holecistokininski receptor A, CCKAR ili , je humani protein. Oznaka  je preporučena od strane IUPHAR.
Ovaj gen kodira G-protein spregnuti receptor koji vezuje ne-sulfatisane članove holecistokininske (CCK) familije peptidnih hormona. Ovaj receptor je fiziološki medijator pankreasne enzimske sekrecije i kontrakcije glatkih mišića žučne kese i stomaka. U centralnom i perifernom nervnom sistemu ovaj receptor reguliše zasićenost i oslobađanje beta-endorfina i dopamina.

## Selektivni ligandi
- Holecistokinin
- A-71623 - modifikovani tetrapeptid, potentan i selektivan  agonist, , 1200x selektivnist u odnosu na .

### Antagonisti
- Proglumid
- Lorglumid
- Devazepid
- Deksloksiglumid
- Asperlicin

## Literatura
- Varga G, Bálint A, Burghardt B, D'Amato M (2004). „Involvement of endogenous CCK and CCK1 receptors in colonic motor function.”. Br. J. Pharmacol. 141 (8): 1275—84. PMC 1574909 . PMID 15100163. doi:10.1038/sj.bjp.0705769.
- Miller LJ, Holicky EL, Ulrich CD, Wieben ED (1995). „Abnormal processing of the human cholecystokinin receptor gene in association with gallstones and obesity.”. Gastroenterology. 109 (4): 1375—80. PMID 7557108. doi:10.1016/0016-5085(95)90601-0.
- Huppi K, Siwarski D, Pisegna JR, Wank S (1995). „Chromosomal localization of the gastric and brain receptors for cholecystokinin (CCKAR and CCKBR) in human and mouse.”. Genomics. 25 (3): 727—9. PMID 7759110. doi:10.1016/0888-7543(95)80018-H.
- de Weerth A, Pisegna JR, Huppi K, Wank SA (1993). „Molecular cloning, functional expression and chromosomal localization of the human cholecystokinin type A receptor.”. Biochem. Biophys. Res. Commun. 194 (2): 811—8. PMID 8343165. doi:10.1006/bbrc.1993.1894.
- Ulrich CD; Ferber I; Holicky E;  . (1993). „Molecular cloning and functional expression of the human gallbladder cholecystokinin A receptor.”. Biochem. Biophys. Res. Commun. 193 (1): 204—11. PMID 8503909. doi:10.1006/bbrc.1993.1610.
- Kennedy K; Gigoux V; Escrieut C;  . (1997). „Identification of two amino acids of the human cholecystokinin-A receptor that interact with the N-terminal moiety of cholecystokinin.”. J. Biol. Chem. 272 (5): 2920—6. PMID 9006937. doi:10.1074/jbc.272.5.2920.
- Inoue H; Iannotti CA; Welling CM;  . (1997). „Human cholecystokinin type A receptor gene: cytogenetic localization, physical mapping, and identification of two missense variants in patients with obesity and non-insulin-dependent diabetes mellitus (NIDDM).”. Genomics. 42 (2): 331—5. PMID 9192855. doi:10.1006/geno.1997.4749.
- Gigoux V; Escrieut C; Silvente-Poirot S;  . (1998). „Met-195 of the cholecystokinin-A receptor interacts with the sulfated tyrosine of cholecystokinin and is crucial for receptor transition to high affinity state.”. J. Biol. Chem. 273 (23): 14380—6. PMID 9603948. doi:10.1074/jbc.273.23.14380.
- Funakoshi A, Fukamizu Y, Miyasaka K (2000). „Mechanism of cholecystokinin-A- receptor antagonist on human pancreatic exocrine secretion. Localization of CCK-A receptor in the human duodenum.”. Digestion. 60 Suppl 1: 75—80. PMID 10026437.
- Gigoux V; Escrieut C; Fehrentz JA;  . (1999). „Arginine 336 and asparagine 333 of the human cholecystokinin-A receptor binding site interact with the penultimate aspartic acid and the C-terminal amide of cholecystokinin.”. J. Biol. Chem. 274 (29): 20457—64. PMID 10400673. doi:10.1074/jbc.274.29.20457.
- Pellegrini M, Mierke DF (1999). „Molecular complex of cholecystokinin-8 and N-terminus of the cholecystokinin A receptor by NMR spectroscopy.”. Biochemistry. 38 (45): 14775—83. PMID 10555959. doi:10.1021/bi991272l.
- Gigoux V; Maigret B; Escrieut C;  . (2000). „Arginine 197 of the cholecystokinin-A receptor binding site interacts with the sulfate of the peptide agonist cholecystokinin.”. Protein Sci. 8 (11): 2347—54. PMC 2144185 . PMID 10595537. doi:10.1110/ps.8.11.2347.
- Funakoshi A; Miyasaka K; Matsumoto H;  . (2000). „Gene structure of human cholecystokinin (CCK) type-A receptor: body fat content is related to CCK type-A receptor gene promoter polymorphism.”. FEBS Lett. 466 (2-3): 264—6. PMID 10682840. doi:10.1016/S0014-5793(00)01080-2.
- Tachikawa H; Harada S; Kawanishi Y;  . (2000). „Novel polymorphisms of the human cholecystokinin A receptor gene: an association analysis with schizophrenia.”. Am. J. Med. Genet. 96 (2): 141—5. PMID 10893485. doi:10.1002/(SICI)1096-8628(20000403)96:2<141::AID-AJMG3>3.0.CO;2-R.
- Giragossian C, Mierke DF (2001). „Intermolecular interactions between cholecystokinin-8 and the third extracellular loop of the cholecystokinin A receptor.”. Biochemistry. 40 (13): 3804—9. PMID 11300760. doi:10.1021/bi002659n.
- Schmitz F; Schrader H; Otte J;  . (2002). „Identification of CCK-B/gastrin receptor splice variants in human peripheral blood mononuclear cells.”. Regul. Pept. 101 (1-3): 25—33. PMID 11495676. doi:10.1016/S0167-0115(01)00281-6.
- Tachikawa H; Harada S; Kawanishi Y;  . (2002). „Linked polymorphisms (-333G>T and -286A>G) in the promoter region of the CCK-A receptor gene may be associated with schizophrenia.”. Psychiatry research. 103 (2-3): 147—55. PMID 11549403. doi:10.1016/S0165-1781(01)00276-1.
- Schmitz F; Göke MN; Otte JM;  . (2002). „Cellular expression of CCK-A and CCK-B/gastrin receptors in human gastric mucosa.”. Regul. Pept. 102 (2-3): 101—10. PMID 11730982. doi:10.1016/S0167-0115(01)00307-X.
- Okubo T, Harada S, Higuchi S, Matsushita S (2003). „Investigation of quantitative trait loci in the CCKAR gene with susceptibility to alcoholism.”. Alcohol. Clin. Exp. Res. 26 (8 Suppl): 2S—5S. PMID 12198366. doi:10.1097/01.ALC.0000026826.96191.FB.
- Takata Y; Takeda S; Kawanami T;  . (2003). „Promoter analysis of human cholecystokinin type-A receptor gene.”. J. Gastroenterol. 37 (10): 815—20. PMID 12424565. doi:10.1007/s005350200135.

## Spoljašnje veze
- „Cholecystokinin Receptors: CCK1”. IUPHAR Database of Receptors and Ion Channels. International Union of Basic and Clinical Pharmacology. Архивирано из оригинала 23. 10. 2012. г.